# Astri Aasenová

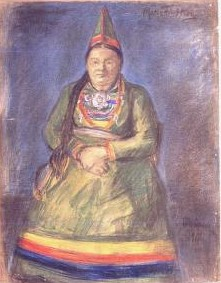
Aasenová: Portrét Marie Finskogové v roce 1917

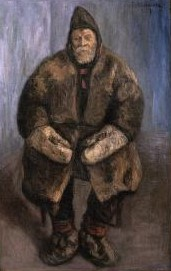
Aasenová: portrét Thorkela Jonassena, 1917

Astri Aasenová (nepřechýleně Astri Aasen; 3. září 1875 Trondheim – 10. října 1935, tamtéž) byla norská malířka a fotografka. Většinu svého života strávila v Trondheimu, na počátku 20. století ji učila malovat Harriet Backerová v Oslu. Vytvořila sérii portrétů těch, kteří se zúčastnili prvního sámského shromáždění v roce 1917. Portréty získal Sámediggi (sámský parlament) na konci 20. století. Po její smrti její rodina vytvořila stipendium pro mladé umělce.

## Raný život
Aasenová se narodila 3. září 1875 Anně Christine Næss a Nilsi Aasenovi. Její otec byl klenotník a její matka zemřela na tuberkulózu, když byly Aasenové dva roky.  Po smrti její matky se její otec oženil se sestrou Næssové a starali se o čtyři sourozence.  Dvě z jejích sester zemřely, když jí bylo asi 17 let. 

## Kariéra
Ve svém mladém dospělém životě projevila zájem o kreslení a fotografii. Ale teprve poté, co získala svou první práci jako retušérka v Ålesundu, začala se učit malovat v Bergenu, když jí bylo 25 let (kolem roku 1900).  Krátce kolem roku 1903 a pokračovala mezi lety 1907 a 1909 byla školena u malířky Harriet Backerové v Oslu (tehdy Kristiania). Podle spisovatelky Glenny Alfsenové se její umělecká tvorba skládala z „nekomplikovaného naturalismu“: vytvářela portréty bez cizí interpretace. Po smrti svých rodičů strávila většinu svého života v norském městě Trondheimu, kde měla alespoň jednu výstavu a žila se svou sestrou. Během svého života vystavovala v mnoha městech – včetně Paříže, Capri, Florencie a Neapole – ale pravidelně se vracela do Trondheimu.  V letech 1900 až 1912 ji také učili umělci Asor Hansen, Viggo Johansen, Christian Krohg, Halfdan Strøm a Léon Bonnat. 
Mezi 6. únorem a 10. únorem 1917 se konalo první Sámské shromáždění, nadnárodní konference pro Sámy z Norska, Švédska, Ruska a Dánska.  Tato událost byla klíčová v sámském politickém povědomí jako jedna z prvních zastánců jednotného sámského státu.  Aasenová navštívila shromáždění, aby vytvořila sérii pastelových portrétů účastníků, z nichž některé byly pojmenovány po konkrétních lidech (například jeden pro Daniela Mortensena) a některé byly neidentifikovatelné (například Stará Sámka).  Portréty většinou zobrazují hrudě a hlavy účastníků kongresu a všechny byly nakresleny rychle. 
Jedním z těchto portrétů byl portrét Marie Finskogové, která žila v letech 1851 až 1927.  Finskogová byla jihosámská aktivistka za politická práva, která hovořila o ekonomické situaci Sámů, která není způsobena žádnou inherentní chudobou skupiny, ale jako výsledek „utlačované situace“.  Na portrétu od Aasenové má Finskogová na sobě zelené šaty gákti.  Historicky nošení gákti bránila fundamentalistická větev křesťanství pastora Larse Leviho Laestadia (laestadianismus), i když ve 40. letech 19. století jejich popularita vzrostla.  Bart Pushaw, historik cirkumpolární oblasti, řekl, že Aasenová si byla vědoma násilných činů spojených s laestadianismem – jako bylo povstání Kautokeino v roce 1852 ve stejnojmenné vesničce – když namalovala Finskogovou.  Vzhledem k tomu, že skrz obraz prosvítají kousky podkladového žlutého plátna (jako například ve Finskogově gákti), obraz byl pravděpodobně dokončen krátce poté, co začal Aasenová.  Tato rychlá a neleštěná technika jí umožnila namalovat mnoho účastníků konference a podle Pushawa autorka dala portrétu Finskogové „nápaditější a dokonce modernější ztvárnění“ odmítnutím „přesné věrohodnosti“.  Některé ze svých portrétů také darovala jejich subjektům; zatímco vytvořila tři obrazy aktivisty Thorkela Jonassena, jeden mu darovala. 
Mnohé z Aasenových portrétů byly aktivisté za občanská práva Sámů.  Jonassen byl například aktivista, který věřil, že Sámové nemají žádnou morální povinnost platit daně svým koloniálním vládám.  Po konferenci Valdemar Lindholm pro časopis Idun napsal, že obrazy byly „zajímavého typu“ – názor, který Pushaw považuje za exotizující Sámy a přispívající k neznalosti jejich kultury.  Pushaw říká, že postavy jako Finskogová nebyly „pasivními účastníky“ kongresu nebo jejich portrétů, ale aktivními sociálními reformisty v celém severském regionu. 

## Smrt a dědictví
Dne 10. října 1935, asi měsíc po svých 60. narozeninách, Aasenová zemřela na mrtvici. O osm let později zorganizovala umělecká asociace v Trondheimu pamětní výstavu jejích prací a její rodina založila roční stipendium pro mladé malíře na její jméno: Astri Aasens gave (dar Astri Aasenové). 
Mnoho jejích obrazů ze Sámského kongresu bylo nalezeno v roce 1995; získal je Sámediggi (sámský parlament) v Kárášjohce o dva roky později. Její vydařený portrét Jonassena získali také Sámediggi; jeden z jejích portrétů se stal pohlednicí, další získalo jedno z norských muzeí v obci Lierne a další bylo umístěno ve škole pro sámskou mládež v obci Snåsa.  Po kongresu začaly severské státy systém rozsáhlého násilí a asimilace, který zastavil velkou část jejich pokroku; práce Aasenové ve Snåse podle Pushawa „udržela viditelnost“ Sámského politického boje pro své studenty a ukázala, že pokrok je možný. 
Náčrtníky jejího mládí s jednou kresbou z doby, kdy jí bylo 14 let, má od roku 2018 v držení asociace Trondheim Art Association.  Podle kurátorky umění Rebeky Heleny Blikstadové z nich vyplývá, že se jako mnoho umělkyň té doby zajímala o portrét a interiérovou malbu, ale také o geometrické tvary „čistě abstraktní formy“.  Od roku 2021 zůstávají její obrazy z kongresu ve sbírkách Sámediggi. 

## Galerie

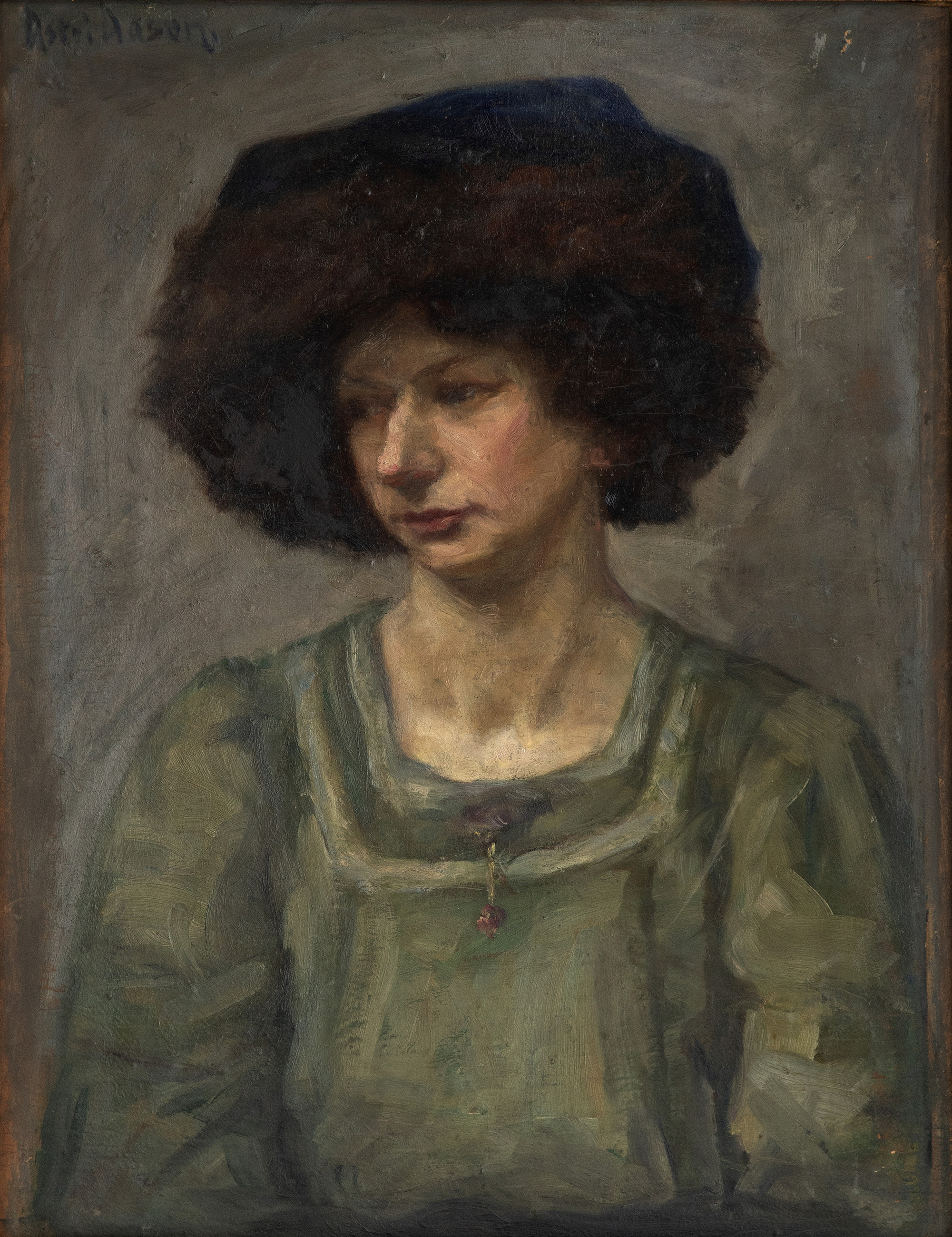
Modelka
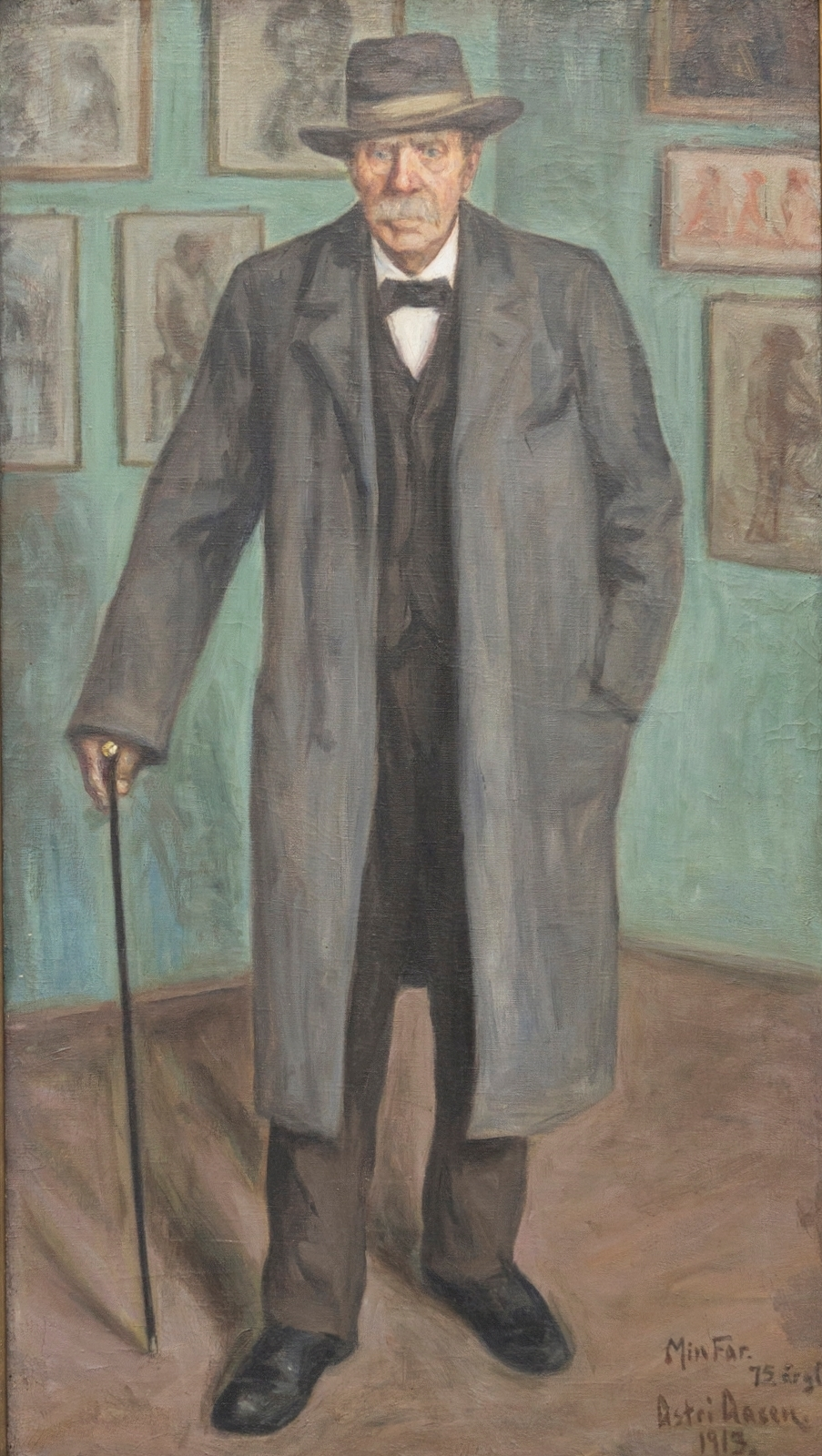
Můj otec
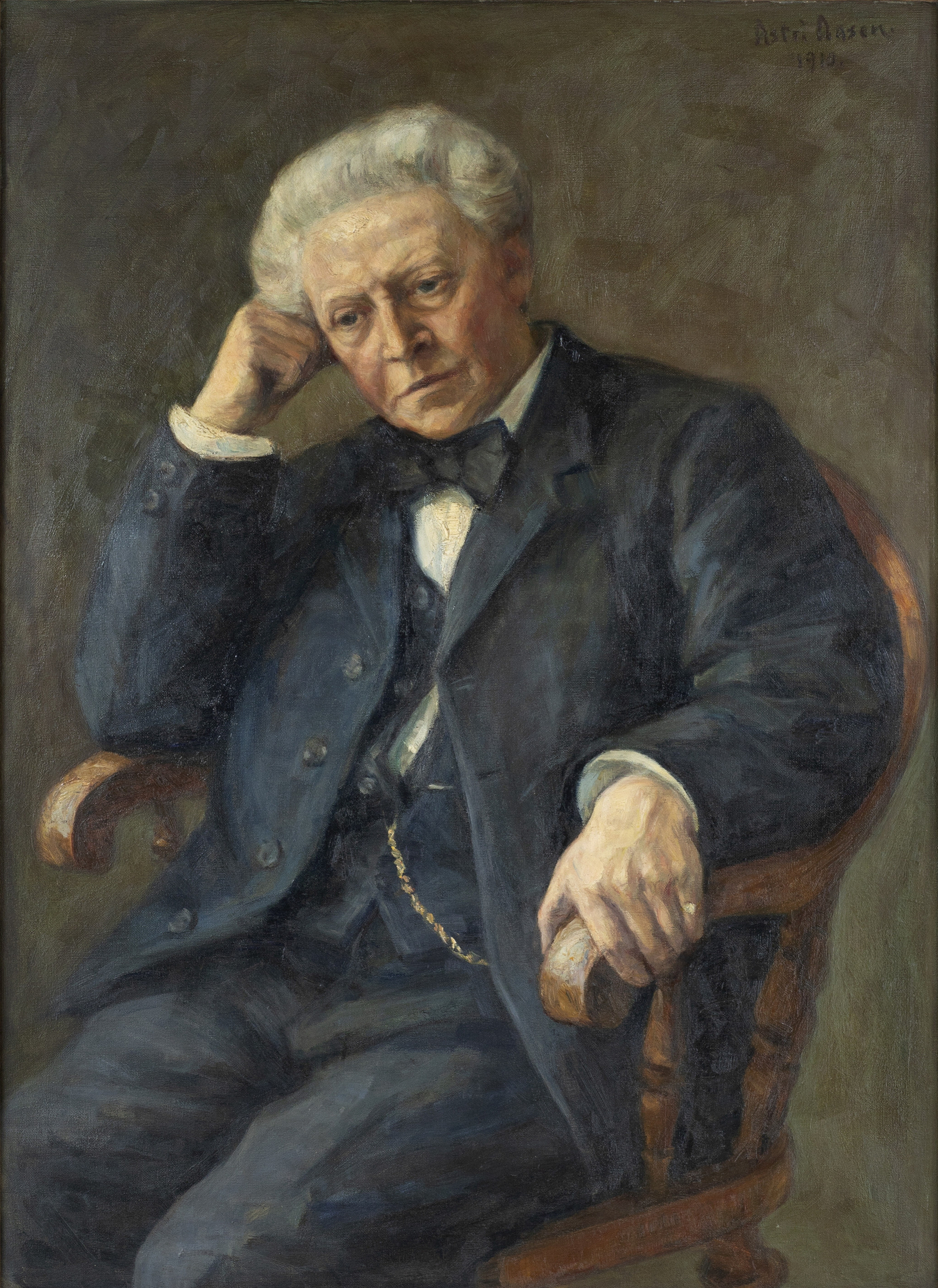
Pianista Johannes Sandberg
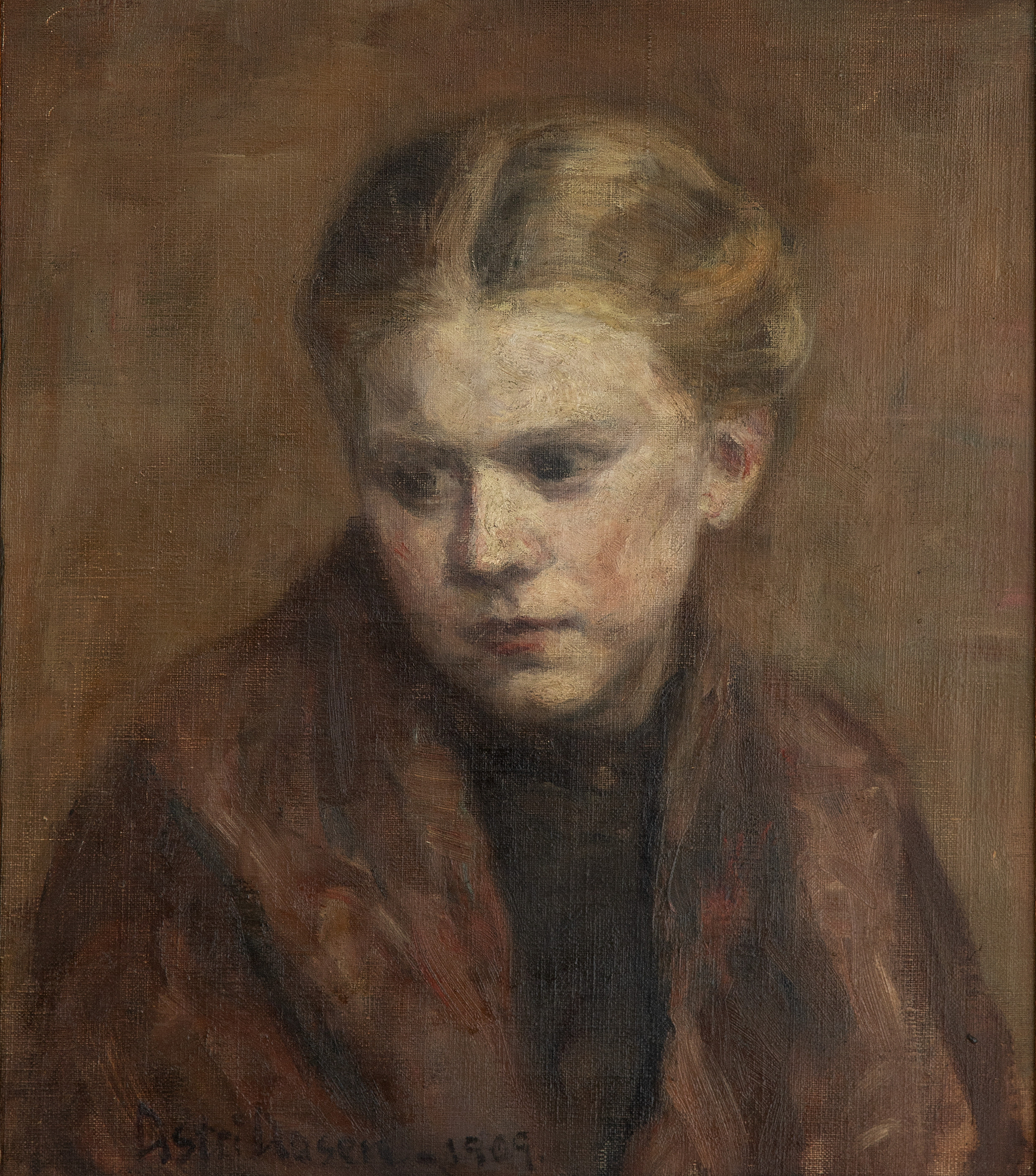
Pikehode
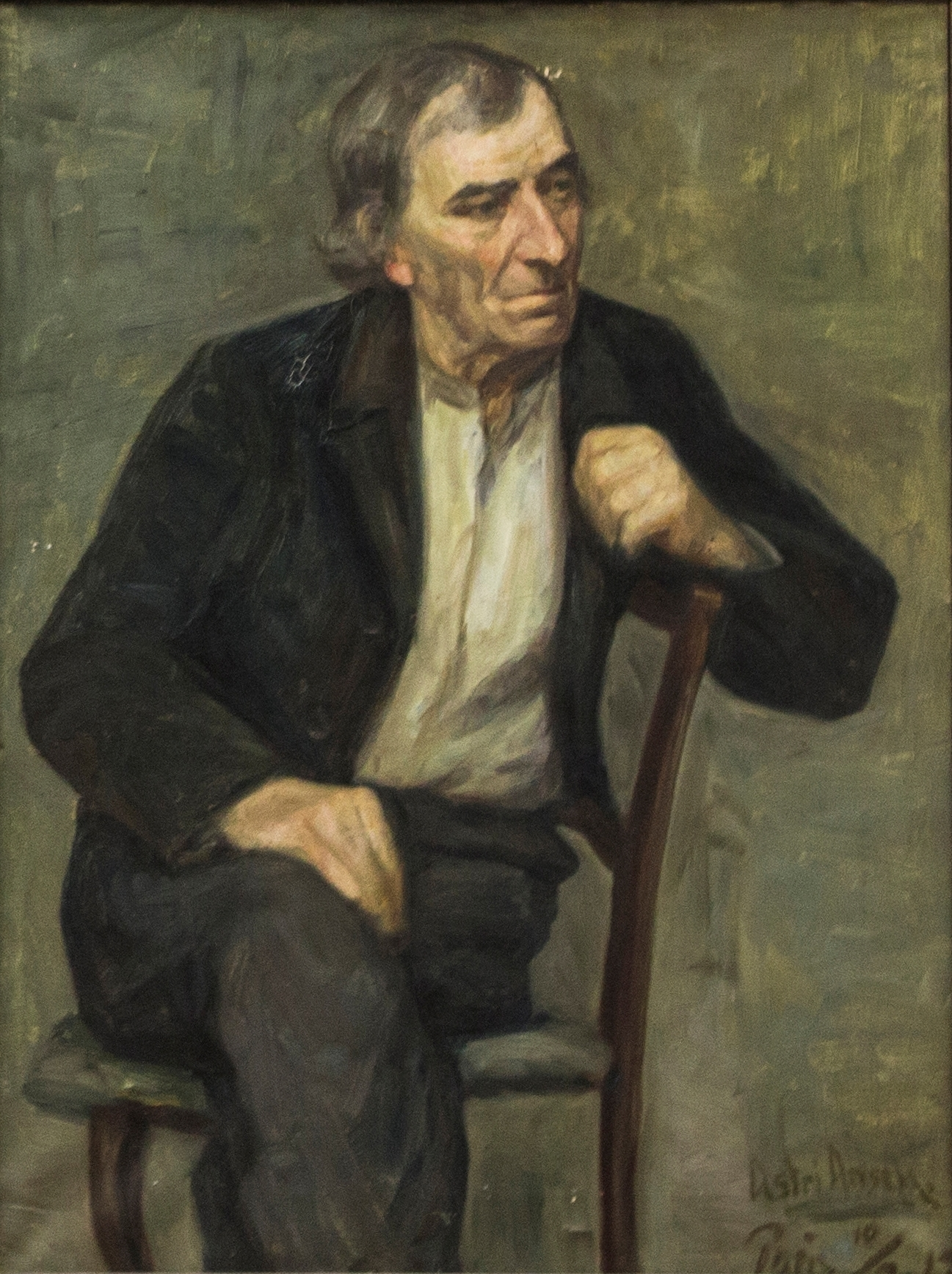
Portrét muže
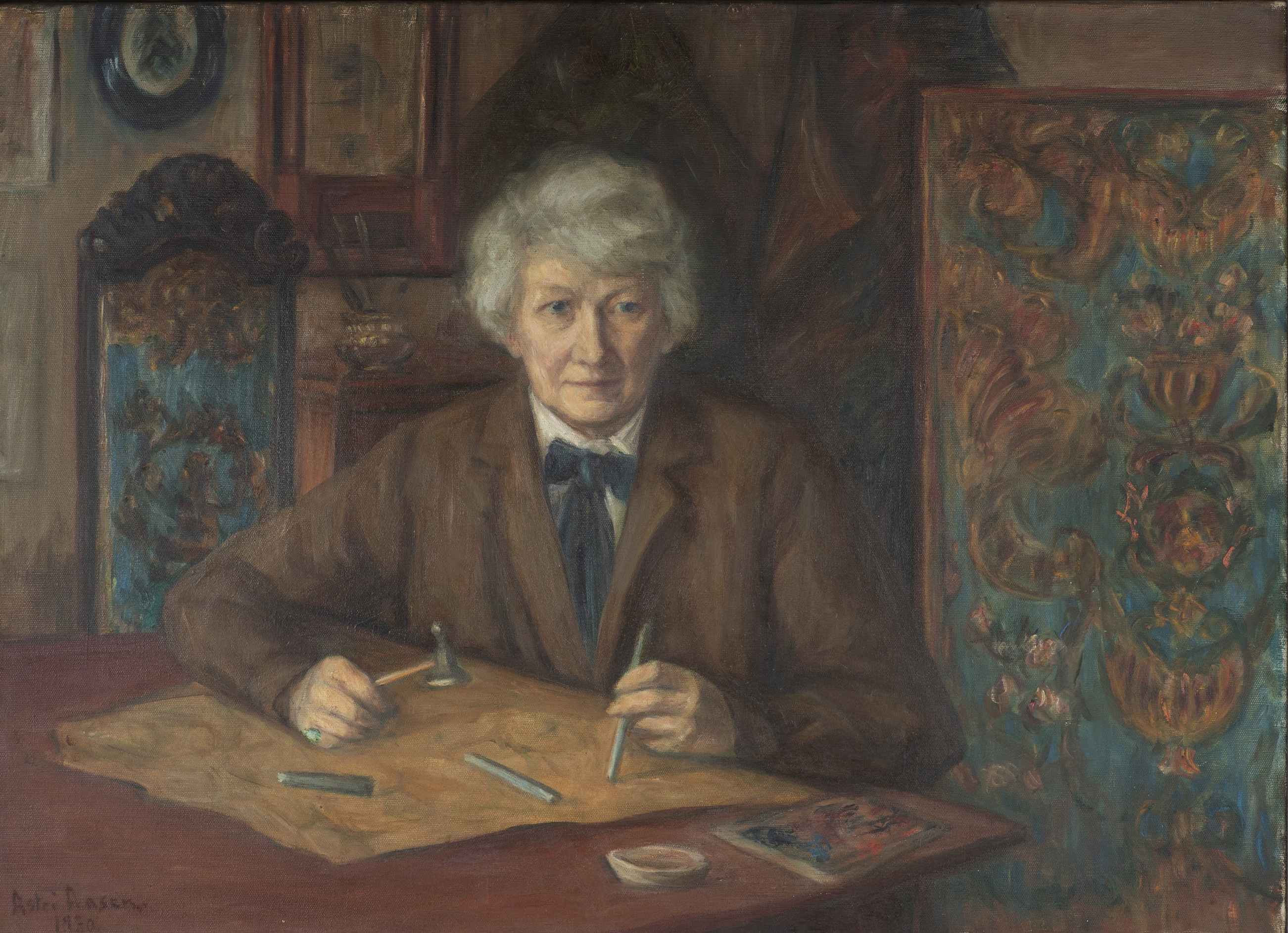
Fredrikke Schmedling
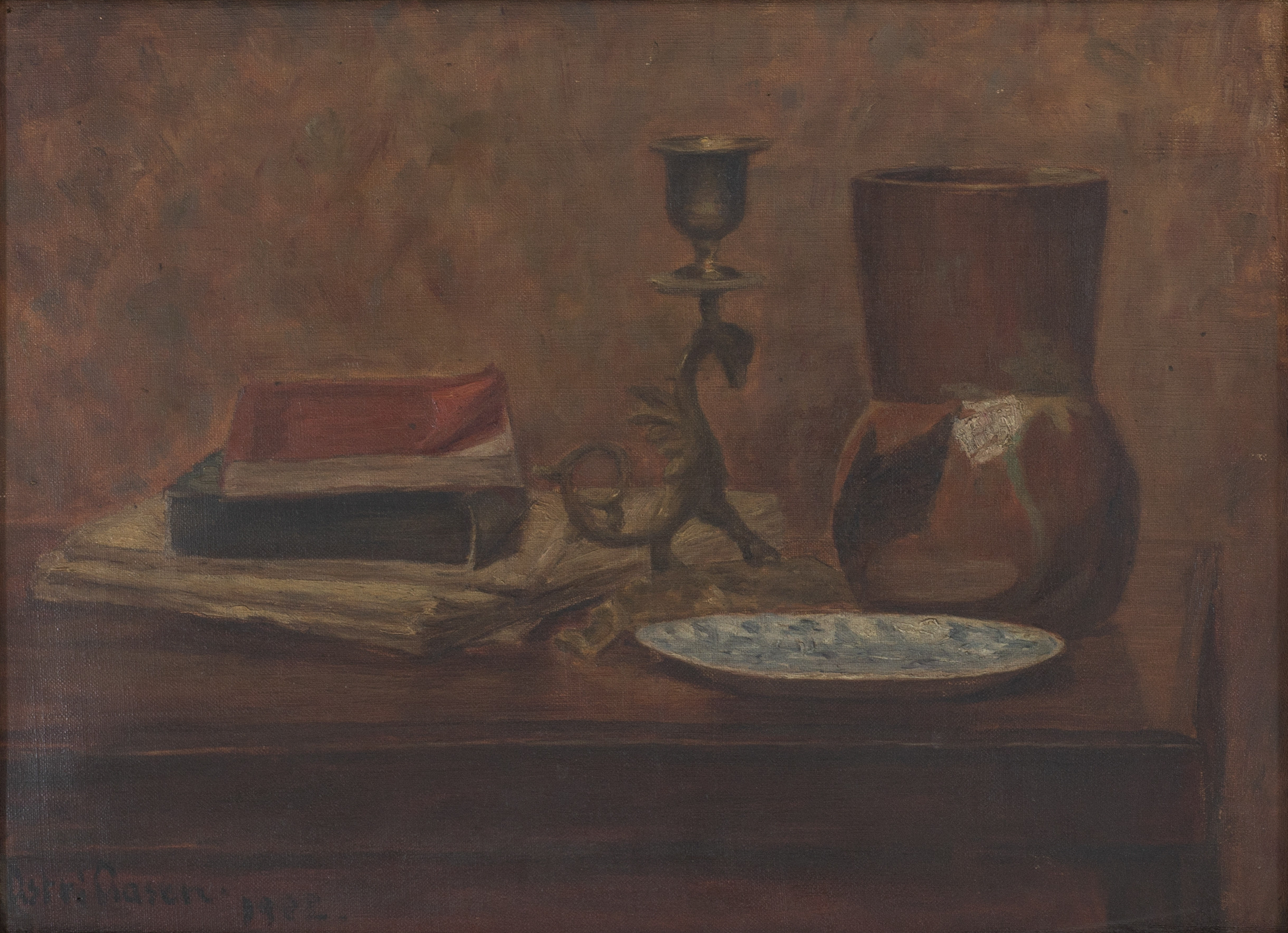
Zátiší